# 山根绫乃
山根綾乃（12月8日—），日本BL、耽美漫画家、插画家、同人作家。

## 人物简介
出生于兵庫県县，现居住在大阪府。女性。
早期以流花的同人作品出道。主要以耽美画家的身份活跃在日本漫坛。她完成的小说的插画作品也非常多。
作品以耽美向和奢华为主要风格，在男男爱的领域里有非常高的人气。在日本以外的国家也得到了很高的评价。
《Finder系列》（日语：ファインダーシリーズ）出到第六卷时已经突破了100万本的发售记录。

## 作品简介

### 漫画

#### 长篇作品
- 《Finder系列》（日语：ファインダーシリーズ）（连载中）
  - 《探索者的游戏》（日语：ファインダーの標的）
  - 《探索者的牢笼》（日语：ファインダーの檻）
  - 《探索者的羽翼》（日语：ファインダーの隻翼）
  - 《探索者的俘虏》（日语：ファインダーの虜囚）
  - 《探索者的真相》（日语：ファインダーの真実）
  - 《探索者的热情》（日语：ファインダーの熱情）
  - 《Escape And Love》
  - 《Pray In Abyss~在地狱中祈祷》（连载中）
- 《绯红色魔咒》（日语：緋色の魔咒、又名、クリムゾン・スペル）（连载中）（共4本、限定版1本）

#### 短篇作品
- 《学校怪谈》
- 《LOVE LESSONS》（日语：ラブ・レッスン）（《標的》収録）
- 《异国色恋浪漫谭》（日语：異国色恋浪漫譚）
- 《CAT MASTER DOG》（日语：CAT & MASTER DOG）
- 《恋爱系列》（日语：恋するシリーズ）
  - 《恋爱DNA》（日语：恋するDNA）（《檻》収録）
  - 《恋爱植物》（日语：恋する植物）（《標的》収録）
  - 《恋情介绍人》（日语：恋するベビーリーフ）（《隻翼》収録）
- 《the strength of pure soul》
- 《成熟的眼镜甜心先生》（又名《烘焙甜蜜眼镜》）（日语：ベイクド・スウィート・メガネ）（《隻翼》収録）
- 《HERO》（又名《英雄》）
- 《危险团体》
- 《DOUBLE FACE》
- 《LOCK OUT》
- 《莫逆之交》
- 《纯爱之兽》
- 《心醉神迷》
- 《只有等待是不行的》
- 《被囚禁在乐园》
- 《独裁者的恋人》
- 《GUN MANIN》
- 《虏》
- 《像英雄一样》
- 《优雅绿地》
- 《追逐游戏》

#### 同人作品
- 《家族BITTER SWEET》
- 《Dancing fish》
- 《Overtime work》
- 《Babyish》（少年物语-天使属于我）
- 《angel》
- 《dancing》
- 《Full Speed》
- 《NO KISS》
- 《In Last Summer》
- 《Pure Free》
- 《龙舌兰酒》
- 《樱槛》
- 《breakfast club》
- 《课长样爱的下仆》
- 《课长样爱的下仆番外》
- 《课长样爱的下仆Overtime Work》
- 《食坊万岁》
- 《F4 紧缚 Sacrifice》
- 《VENUS FLOWER》（JP）
- 《我的流浪小猫》
- 《BABY BLUE》
- 《BOYS SEASON》
- 《CROSS ROAD》
- 《LOVE HOTEL》
- 《NATURE TOPIC》
- 《Orange Glory》
- 《ORIENTSI BLUE》
- 《爱抚》
- 《不能呼吸》
- 《隔壁的流川君》
- 《龙舌兰酒》
- 《猫》
- 《美人局》
- 《失眠》
- 《甜蜜生活》
- 《爆烈必杀技》
- 《冰冷的唇 (密约2)》
- 《放课后的怪事》
- 《好きだから足蹴り》
- 《灰姑娘&樱定期便》
- 《借物赛跑》
- 《夏日足迹（夫妻爱的记号）》
- 《Natural Talent》
- 《宝贝向前爬》
- 《秘密的花道》
- 《Venus Flower》
- 《SEXUAL PASSION》
- 《Reserve》
- 《REPLICA》
- 《Pure Free》
- 《Funky Yankee》
- 《Clumsy Hand》（多余的手）
- 《Fly High》
- 《8731》
- 《8731 02》

### 画集
- 《ファインダーの標的キャラクターズブック》（BE×BOY Plus DELUXE）
- 《绚》
- 《やまねあやのSPECIAL COLLECTION BOX》
- 《探索者の目标》

#### 小说插画
- 《响く风、天使の舞う夜》
- 《天使を翔ばせる方法》
- 《ほんきだよ》
- 《ヒミツの新薬実験中！》
- 《ANSWER》1+2
- 《Gのェクスタ》
- 《タイムリミット Time Limit》
- 《とけない魔法》
- 《共犯恋人関系》
- 《想い出の月 约束の海》
- 《プラトニック?ポルノ》
- 《ふ?ら?ちなニューフェース》
- 《高慢な天使と绅士な野蛮人》
- 《スーツの夜》
- 《苦いキス 甘いため息》
- 《ココロもカラダも手に入れろ！》
- 《ハッピータイム Happy Time》
- 《ねじれたEDGE》
- 《憎みきれないろくでなし》
- 《危険な残业手当》
- 《Bad Boys》
- 《胜手にしやがれ！ろくでなし》
- 《甘い罪の果実》
- 《ハッピーハーレム Happy Harem》
- 《甘い水底》
- 《狂おしく恋に堕ちる》
- 《タイムアウト》
- 《不夜城のダンディズム》
- 《揺らぐ世界の调律师》1+2
- 《追われる夜の獣》
- 《ハーレム?ナイト 瑠璃色の王冠》
- 《诱惑の部屋に捕らわれて》

### 动画
- 《异国色恋浪漫谭》OVA全2集
- 《Finder系列》DVD 出版（2012年2月）

### CD
- 《绯红色魔咒》（2009年6月24日~2011年5月25日、3部drama CD出版）

## 关联项目
- 日本漫画家列表

## 外部連結
- （英文） All About Yamane Ayano
- 山根绫乃的X（前Twitter）